# 司馬祐 (汝南王)
司馬祐（3世紀—326年），字永猷，河内郡温县（今河南省焦作市温县）人，追尊晋宣帝司马懿曾孙，太宰、录尚书事、汝南文成王司马亮之孙，屯骑校尉、汝南怀王司马矩之子，晋朝宗室、官员。

## 生平
司馬祐延襲父親司馬矩的爵位。永安年間，跟隨晉惠帝於中原與宗族混戰，惠帝於長安與洛陽間往復時，司馬祐返回自己的封國，再受征南軍隊八百人，特置四部牙門。永興初年，司馬祐率眾歸附東海王司馬越，討伐劉喬建功，受拜為揚武將軍，獲封江夏郡雲杜縣，並前共獲封二萬五千戶。後來司馬越征討汲桑，留司馬祐領兵三千守護許昌，領受儀仗軍樂及麾旗。司馬越回許昌後，司馬祐再次返回封國。
永嘉末年，中原發生五胡亂華、永嘉之亂，西晉滅亡。司馬祐隨晉室南渡，助晉元帝建立東晉，成為「五馬渡江」其中一人，被任命為軍諮祭酒。建武初年，升任鎮軍將軍。太興末年，領左軍將軍。太甯年間，進號為衛將軍，加封散騎常侍。咸和元年十月丙寅日（326年11月20日）司馬祐逝世，朝廷追贈侍中、特進。諡號為汝南威王。

## 後代
司馬祐死後，其子司馬統繼位，因受南頓王司馬宗謀反案牽連而被廢。其後晉成帝不忍心司馬亮的後代斷絕，下詔回復司馬統封爵，歷任秘書監、侍中，死後追贈光祿勳。其子司馬義繼位，官至散騎常侍。司馬義死後，其子司馬遵之繼位。義熙初年，梁州刺史劉稚謀反，推舉司馬遵之為主，結果事泄，司馬遵之亦被誅殺。其弟司馬楷之的兒子司馬蓮扶繼位。劉宋篡晉自立後，汝南國一脈的爵位被除掉。
司馬祐另有兩名兒子司馬弼和司馬邈。司馬弼因莊王司馬確無子而過繼奉祀。司馬弼於太興元年（318年）逝世，也沒有子嗣，於是又以司馬祐少子、司馬弼之弟司馬邈繼續承接司馬確一脈。司馬邈後來位至侍中，死後其子司馬晃襲爵，拜為散騎侍郎。後來權臣桓溫廢武陵王司馬晞，貶司馬晃為庶民，流徙至衡陽。晉孝武帝立司馬晃的弟弟司馬崇繼承司馬邈的爵位，司馬崇後來遇害，其子司馬惠繼位。同樣在劉宋篡晉自立後，司馬確一脈的爵位亦被除掉。

## 家庭

### 祖父
- 司馬亮：汝南文成王，「八王之亂」的八王之一。

### 父
- 司馬矩：汝南懷王，與其父司馬亮一同遇害。

### 子女
- 司馬統：汝南恭王，承襲父爵，先遭廢而再被立，歷任秘書監、侍中，死後追贈光祿勳。[4]
- 司馬弼：過繼承襲新蔡莊王司馬確的爵位。[5]
- 司馬邈：司馬弼之弟。兄長死後，延繼司馬確的爵位，官至侍中。[6]

### 孫
- 司馬羲：司馬統之子。繼襲司馬統的爵位，官至散騎常侍。[7]
- 司馬晃：司馬邈之子。承繼父親延襲司馬確一脈的爵位，官至散騎常侍。後被桓溫免為庶人。[8]
- 司馬崇：司馬邈之子，司馬晃之弟。兄長被廢為庶人後，延繼司馬確一脈的爵位，後來遇害而亡。[9]

### 曾孫
- 司馬遵之：司馬羲之子。繼襲司馬義的爵位。被梁州刺史劉稚起兵造反時推舉為主，後來事泄，司馬遵之亦被誅殺。[10]
- 司馬楷之：司馬羲之子，司馬遵之之弟。其子司馬蓮扶承襲司馬遵之的爵位。[11]
- 司馬惠：司馬崇之子。承繼父親延襲司馬確一脈的爵位。劉裕篡晉後除爵。[12]

### 玄孫
- 司馬蓮扶：司馬楷之之子。承繼伯父司馬遵之的爵位。劉裕篡晉後除爵。[11]

## 備註
1. ↑  《晉書·成帝紀》：丙寅，衛將軍、汝南王祐薨。
2. ↑  《晉書·列傳第二十九》：「祐字永猷。永安中，從惠帝北征。帝遷長安，祐反國。及帝還洛，以征南兵八百人給之，特置四部牙門。永興初，率眾依東海王越，討劉喬有功，拜揚武將軍，以江夏雲杜益封，並前二萬五千戶。越征汲桑，表留祐領兵三千守許昌，加鼓吹、麾旗。越還，祐歸國。永嘉末，以寇賊充斥，遂南渡江，元帝命為軍諮祭酒。建武初，為鎮軍將軍。太興末，領左軍將軍，太甯中，進號衛將軍，加散騎常侍。咸和元年，薨，贈侍中、特進。」
3. ↑  《晉書·列傳第七》：「莊王確字嗣安，歷東中郎將、都督豫州諸軍事，鎮許昌。永嘉末，為石勒所害。無子，初以章武王混子滔奉其祀，其後復以汝南威王祐子弼為確後。太興元年薨，無子，又以弼弟邈嗣確，位至侍中。薨，子晃立，拜散騎侍郎。桓溫廢武陵王，免晃為庶人，徙衡陽。孝武帝立晃弟崇繼邈後，為奴所害，子惠立。宋受禪，國除。」
4. ↑  《晉書·列傳第二十九·司馬祐傳》：「子恭王統立，以南頓王宗謀反，被廢。其後成帝哀亮一門殄絕，詔統復封，累遷祕書監、侍中。薨，追贈光祿勳。」
5. ↑  《晉書·列傳第七·司馬確傳》：「莊王確字嗣安，歷東中郎將、都督豫州諸軍事，鎮許昌。永嘉末，為石勒所害。無子，初以章武王混子滔奉其祀，其後復以汝南威王祐子弼為確後。」
6. ↑  《晉書·列傳第七·司馬確傳》：「其後復以汝南威王祐子弼為確後。太興元年薨，無子，又以弼弟邈嗣確，位至侍中。」
7. ↑  《晉書·列傳第二十九·司馬祐傳》：「子義立，官至散騎常侍。」
8. ↑  《晉書·列傳第七·司馬確傳》：「太興元年薨，無子，又以弼弟邈嗣確，位至侍中。薨，子晃立，拜散騎侍郎。桓溫廢武陵王，免晃為庶人，徙衡陽。」
9. ↑  《晉書·列傳第七·司馬確傳》：「孝武帝立晃弟崇繼邈後，為奴所害，子惠立。」
10. ↑  《晉書·列傳第二十九·司馬祐傳》：「薨，子遵之立。義熙初，梁州刺史劉稚謀反，推遵之為主，事泄，伏誅。」
11. 1 2  《晉書·列傳第二十九·司馬祐傳》：「弟楷之子蓮扶立。宋受禪，國除。」
12. ↑  《晉書·列傳第七·司馬確傳》：「孝武帝立晃弟崇繼邈後，為奴所害，子惠立。宋受禪，國除。」